# Antonio I Esterházy
Antonio I Esterházy di Galantha (Vienna, 11 aprile 1738 – Vienna, 22 gennaio 1794) fu un Principe della nobile casata ungherese degli Esterházy.

## Biografia
Antonio era figlio del principe Nicola I Esterházy e di sua moglie, la contessa Marie-Elisabeth Ungnad von Weissenwolf.
Antonio I, come il padre Nicola I, ebbe una carriera militare di rilievo. Già colonnello proprietario del 31º reggimento di fanteria dal novembre del 1777 all'ottobre del 1790, divenne colonnello proprietario del 34º reggimento di fanteria dal settembre 1780 sino alla propria morte. Nel 1791 divenne capitano del corpo dei cavalieri del Toson d'Oro per l'Ungheria. Nel 1792 si distinse nei combattimenti con le armate imperiali contro l'armata rivoluzionaria francese, nell'ambito delle guerre della prima coalizione anti-francese. Col grado di tenente generale prese parte alla battaglia di Neerwinden, dopo la quale decise di ritirarsi a vita privata per sovrintendere agli affari di famiglia.
Alla morte del padre, nel 1790, Antonio gli succedette ma dovette confrontarsi con gli enormi debiti accumulati dalla famiglia (che ammontavano a quasi 3,8 milioni di talleri), in particolare dovuti al grandioso progetto che suo padre aveva attuato con la costruzione del Palazzo Esterhazy. Questa situazione finanziaria lo costrinse a sciogliere la cappella musicale del palazzo, riducendone drasticamente il numero dei musicisti e mantenendo solo una piccola orchestra con stipendi più bassi per contenere le spese di famiglia. Mantenne in servizio Joseph Haydn ed il primo violinista Luigi Tomasini.
Si spense appena quattro anni dopo la morte del padre, nel 1790, e venne succeduto dal figlio Nicola II.

## Matrimonio e figli
Il 10 gennaio 1763 Antonio sposò la contessa Maria Teresa Erdődy von Monyorókerek und Monoszló, figlia del conte Nikolaus Erdődy von Monyorókerek und Monoszló e di Maria Antonia, contessa Batthyány-Strattmann. La coppia ebbe insieme i seguenti figli:
- Maria Teresa (1764-?)
- Nicola II (1765-1833) sposò la principessa Maria Giuseppa Ermenegilda del Liechtenstein
- Antonio (1767-?)
- Maria Leopoldina (1776-1864), sposò il conte Antal Grassalkovich de Gyarak (1771-1841)

Alla morte della prima moglie nel 1782, Antonio I si risposò il 9 agosto 1785 a Jettingen con la diciassettenne contessa Maria Anna di Hohenfeld, figlia del conte Otto Franz von Hohenfeld e della baronessa Maria Anna von Stain; questo matrimonio non produsse ad ogni modo eredi (quest'ultima, in seguito, si risposerà col Feldmaresciallo Karl Philipp Schwarzenberg, alla quale darà tre eredi).